# Orosfaia, Bistrița-Năsăud

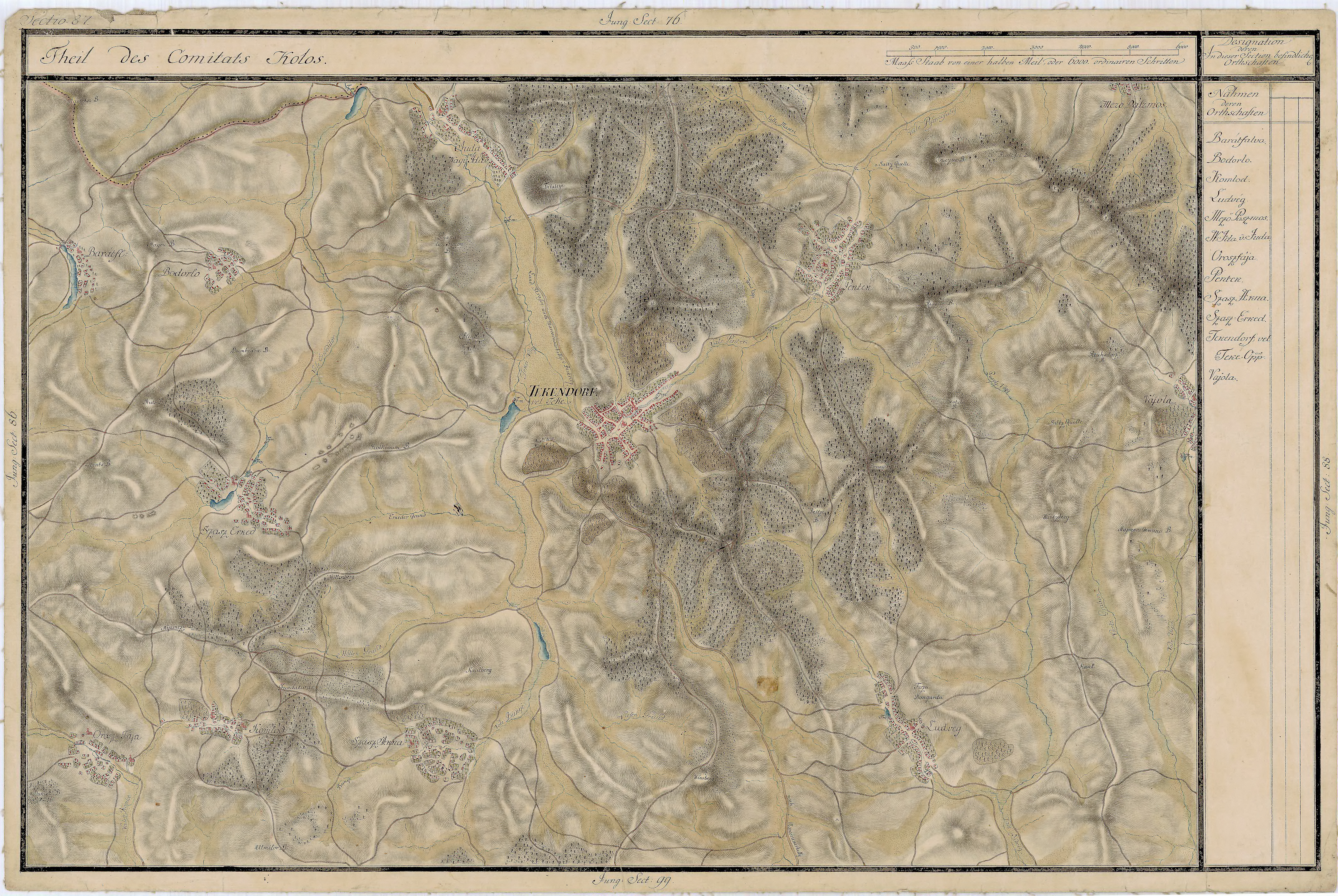
Orosfaia în Harta Iosefină a Transilvaniei, 1769-73

Orosfaia (maghiară Oroszfája, germană Reusswald, Russenwald, Russholz) este un sat în comuna Milaș din județul Bistrița-Năsăud, Transilvania, România.

## Localizare
Sate invecinate: Archiud (la nord), Comlod (la nord-est), Milas (la est și sud-est), Delureni (la sud), Fântânița (la sud-vest), Stupini (la vest, nord-vest).

## Istorie
- Satul este atestat documentar în anul 1297, sub numele Oruzfaya
- În perioada Reformei maghiarii au îmbrățișat Calvinismul.
- În 1661 satul a fost distrus în întregime de tătari, mai târziu fiind repopulat cu maghiari și români.
- Lista delegatilor la Marea Unire 01.12.1918: Archiudean Ioan, Moldovan Alexandru, Capusan Alexandru

## Lăcașuri de cult
- Biserica de lemn
- Biserica reformată (cca 1500)
- Biserica ortodoxă nouă

## Galerie de imagini

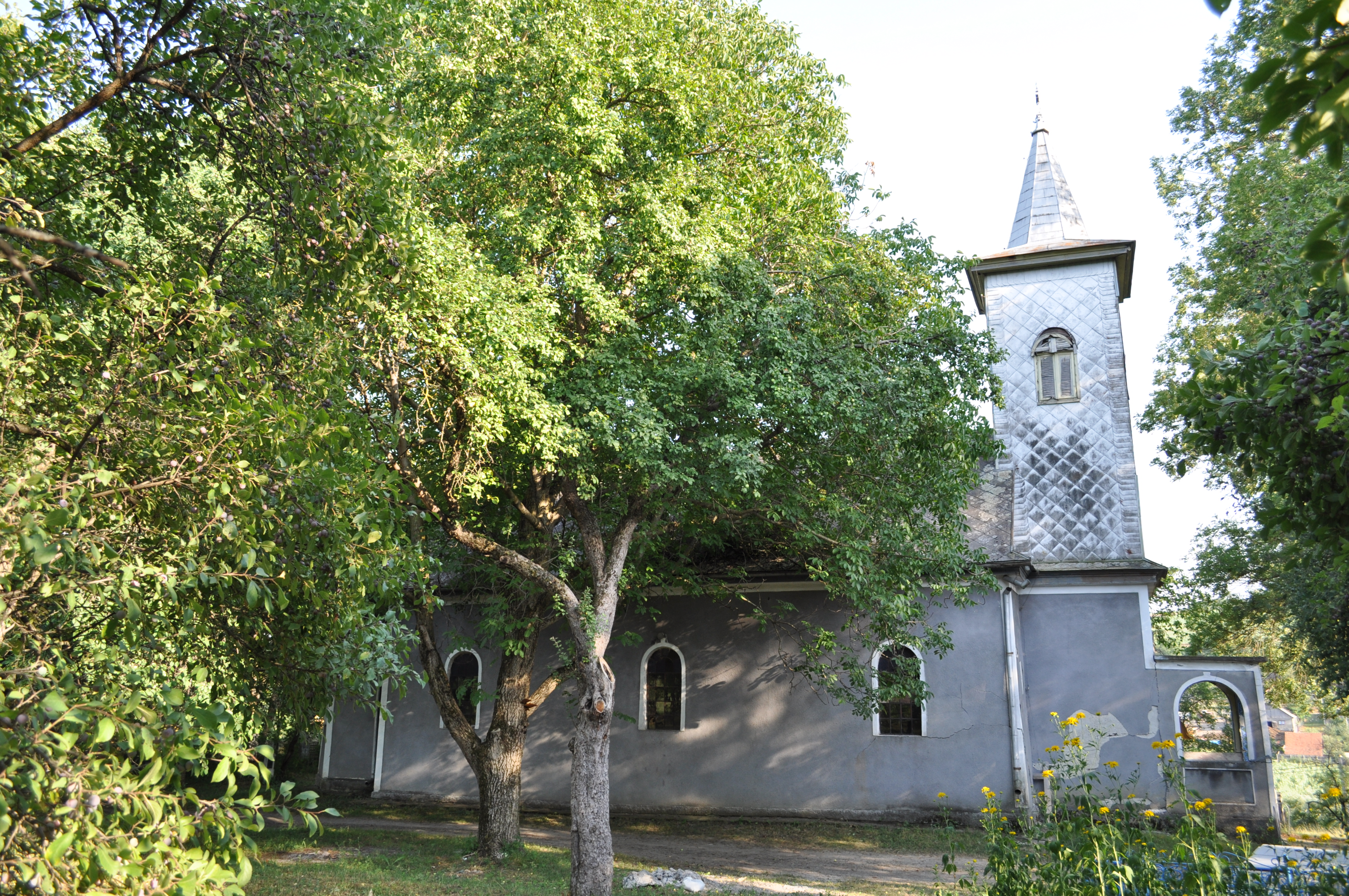
Biserica de lemn „Sfinţii Arhangheli Mihail şi Gavril”
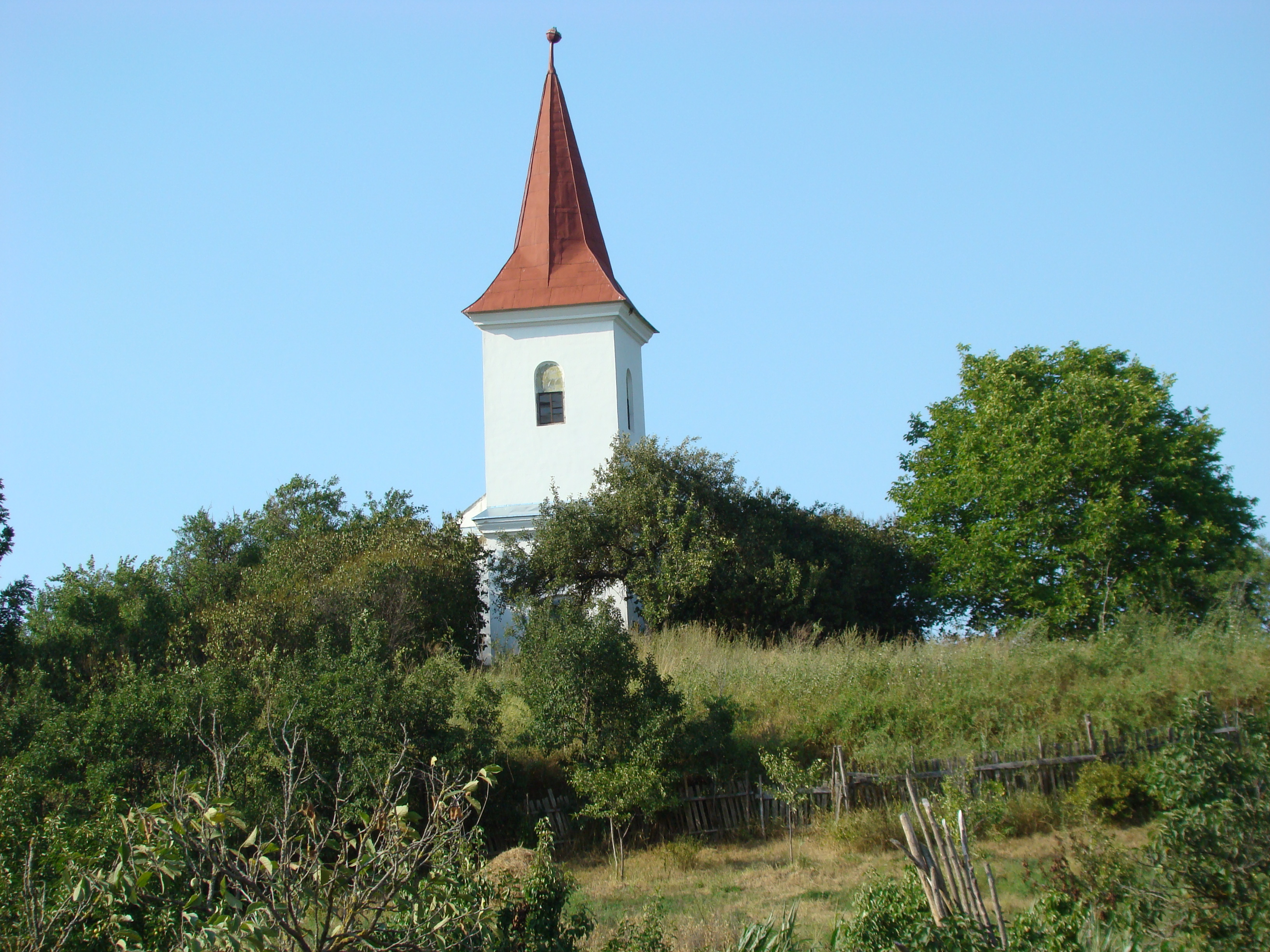
Biserica reformată
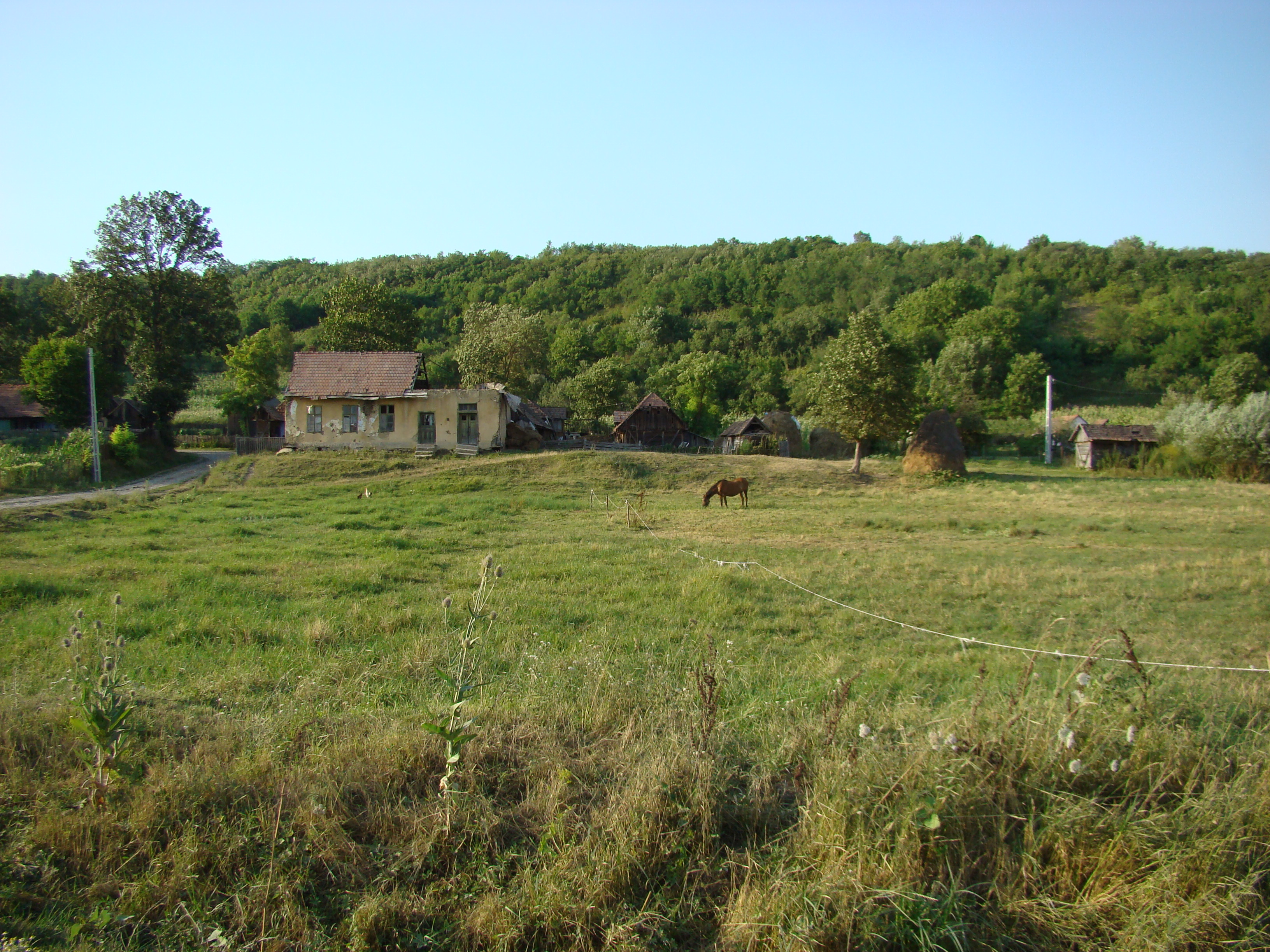
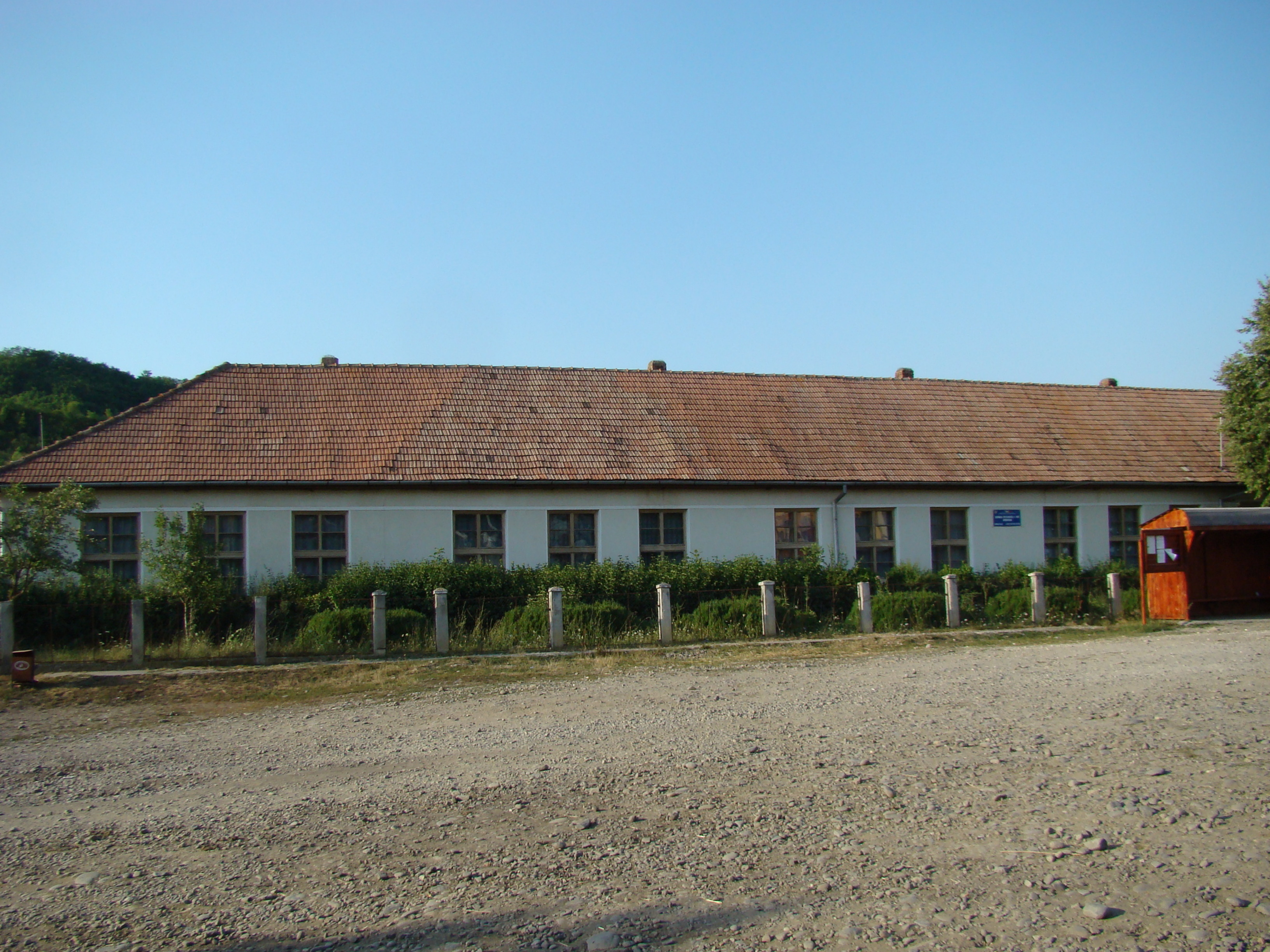
Școala
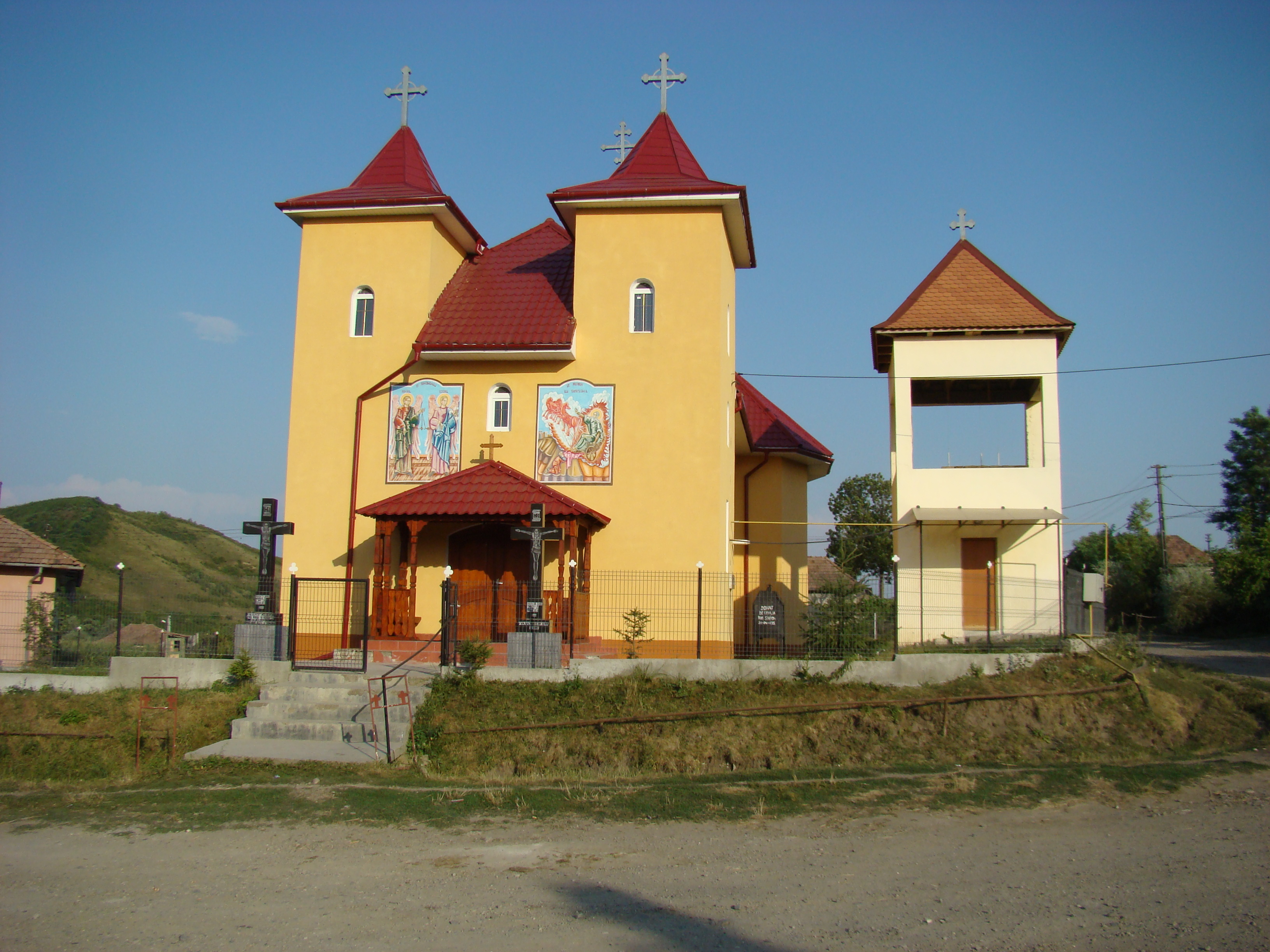
Noua biserică ortodoxă
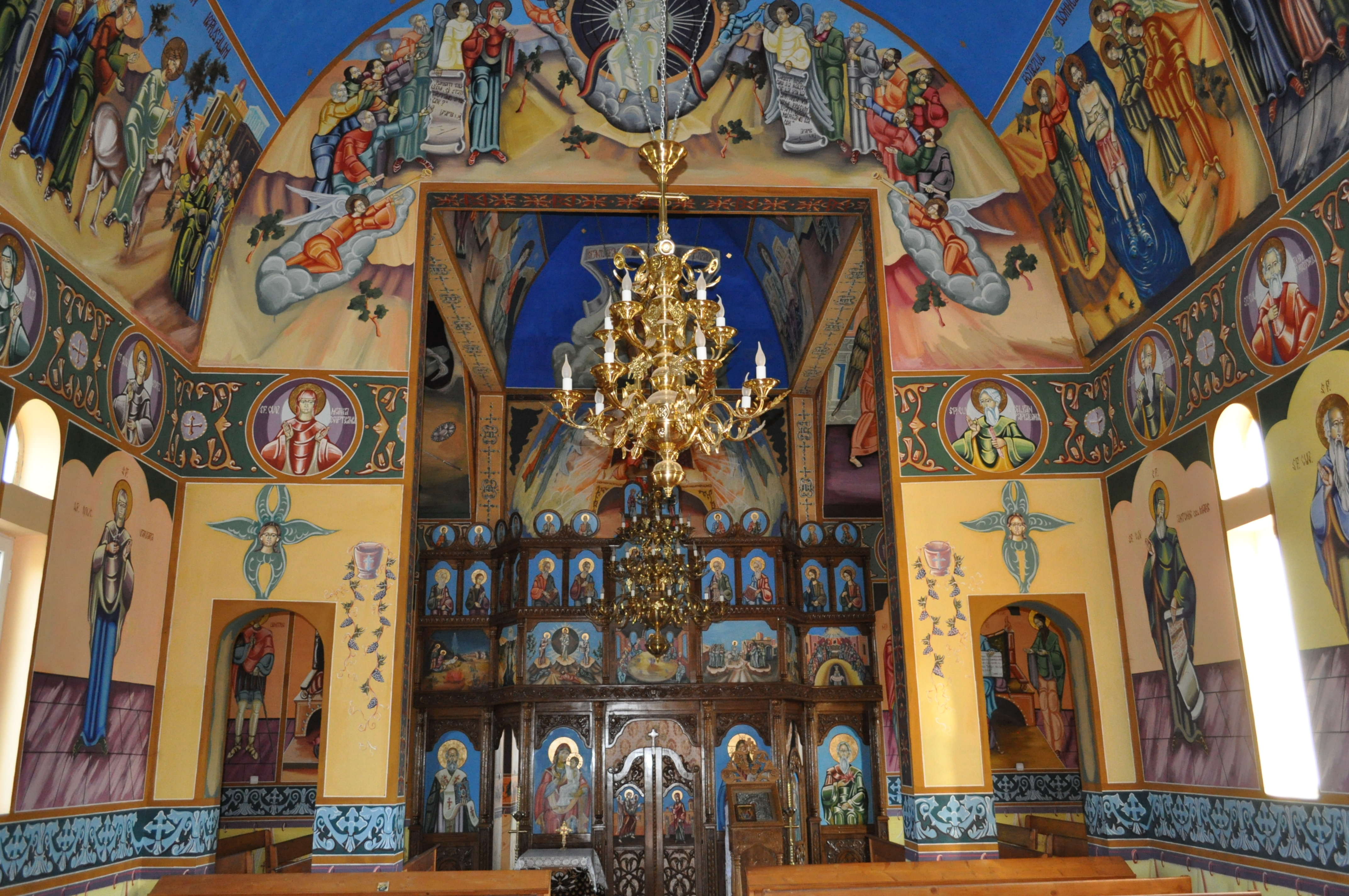
Noua biserică ortodoxă (Iconostasul)
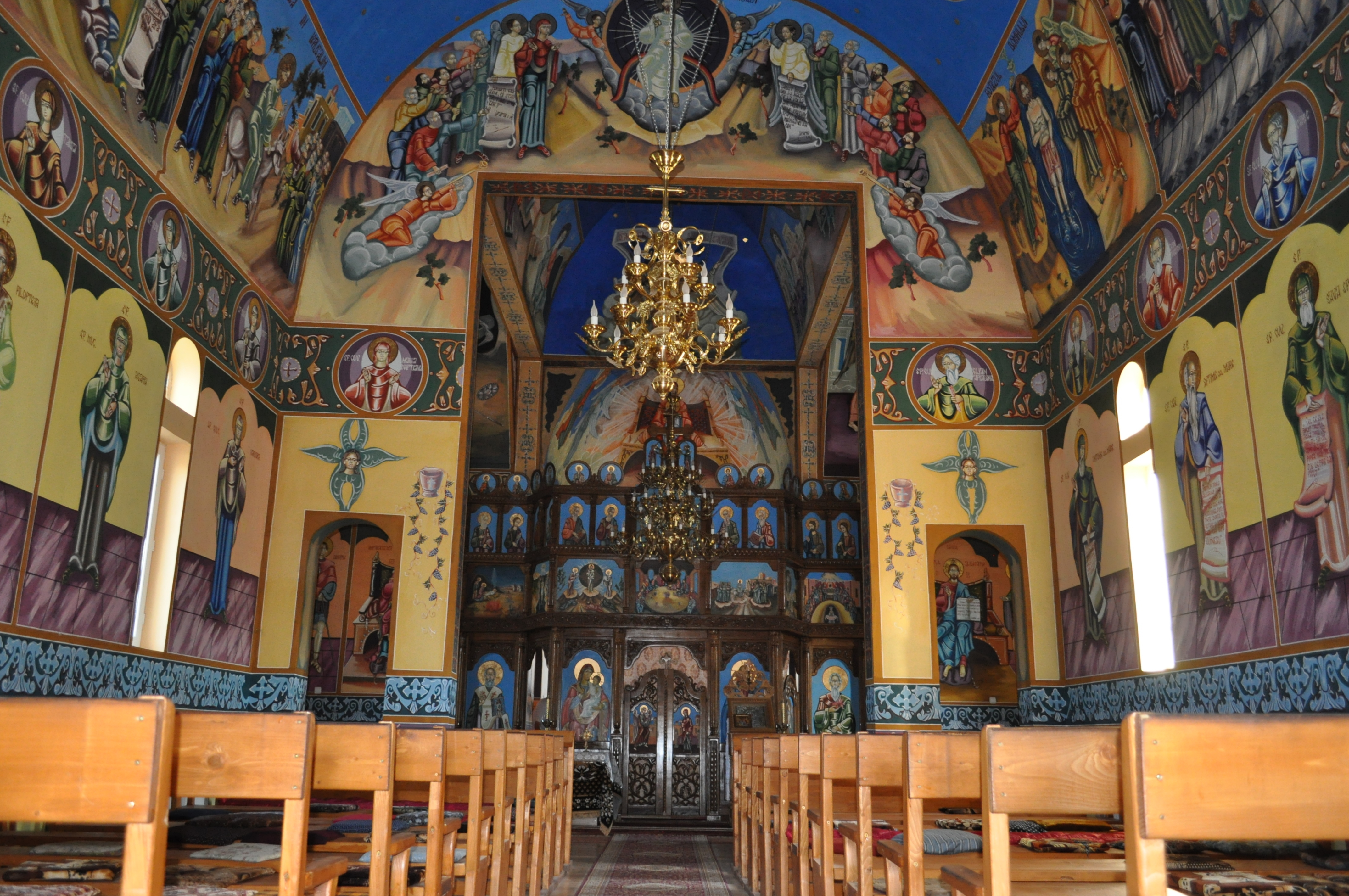
Noua biserică ortodoxă (Nava spre iconostas)
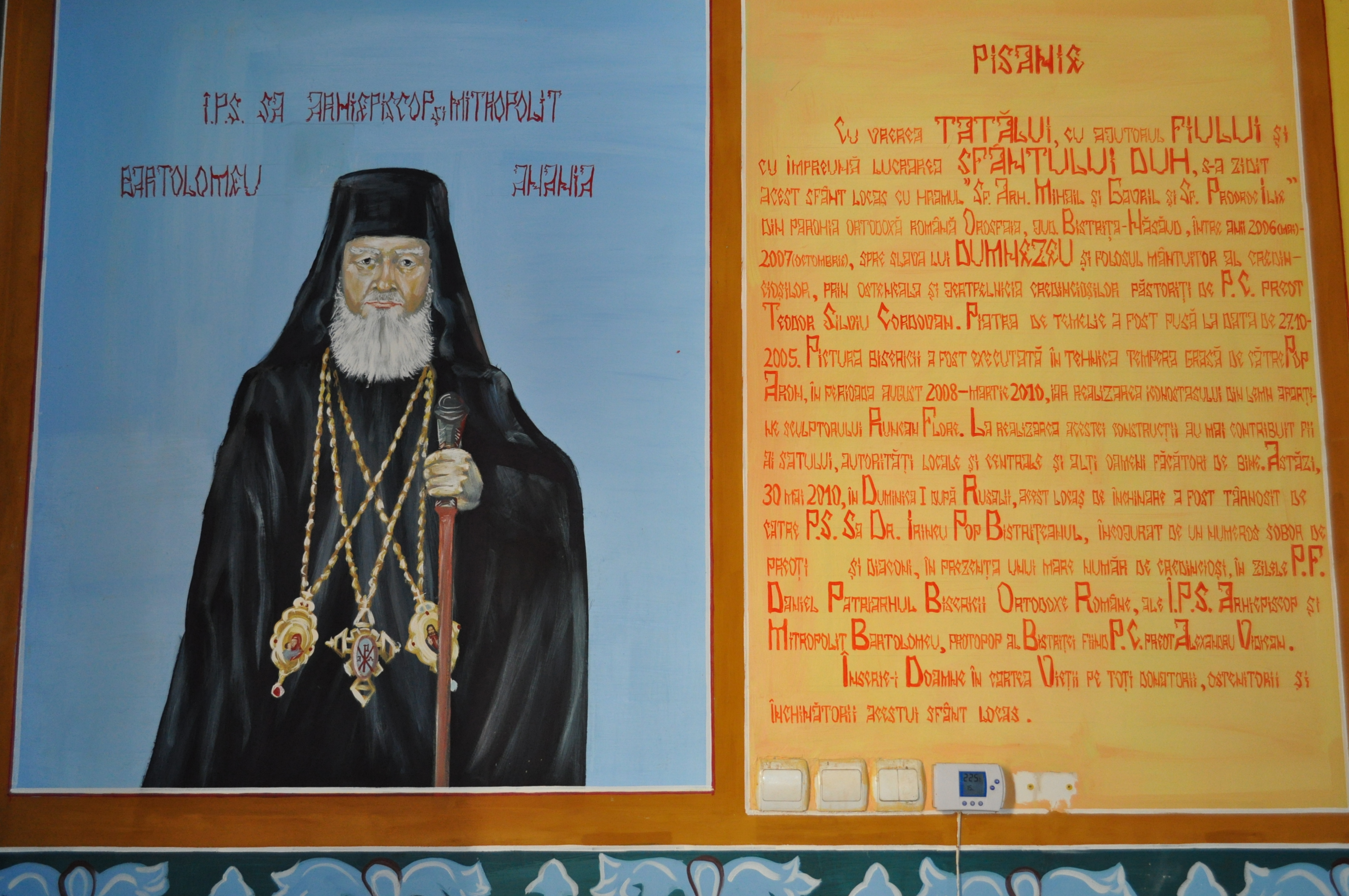
Noua biserică ortodoxă (Pisania)
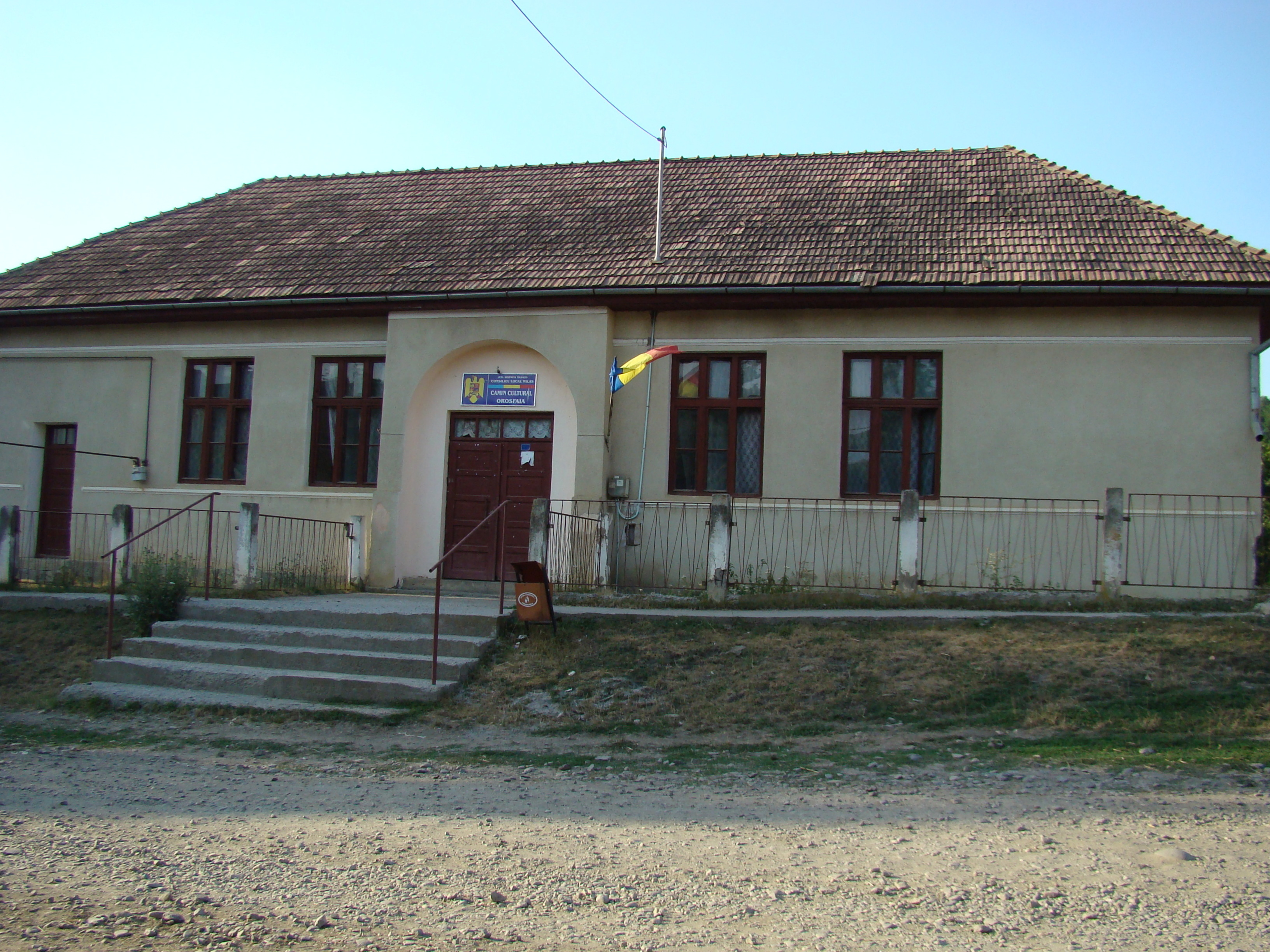
Căminul cultural
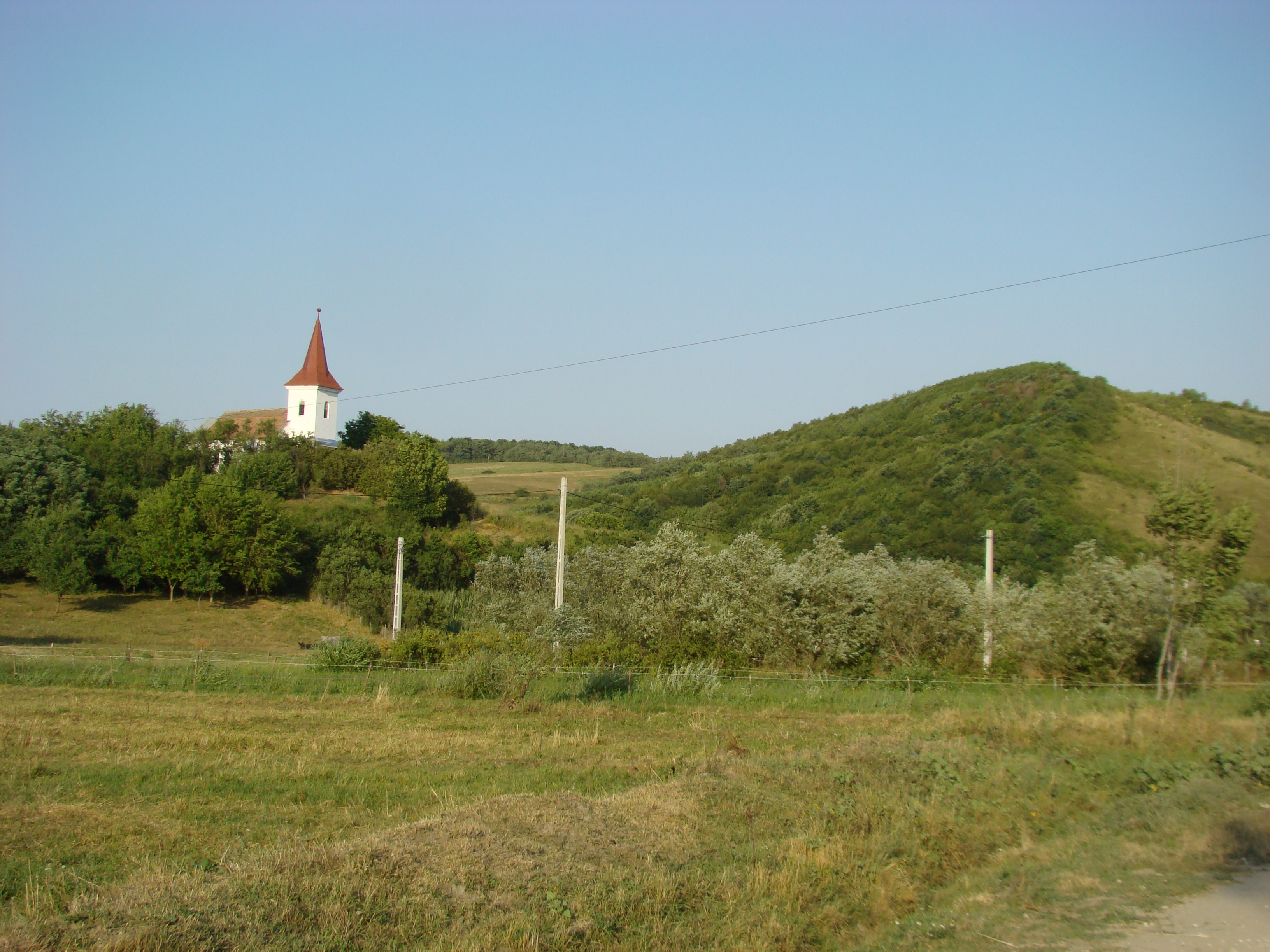

## Demografie

### 2002
La recensământul din 2002, satul avea 468 de locuitori, dintre care 427 români și 41 maghiari.
Componența etnică a satului  Orosfaia (2002)
     Români (91,2%)
     Maghiari (8,8%)

### Populație Istorică
La recensământul din 1850 satul avea 810 de locuitori, dintre care 480 români, 269 maghiari și 61 țigani.
Componența etnică a satului Orosfaia (1910)
     Români (59,25%)
     Maghiari (33,22%)
     Romi (7,52%)